# Edmond Lesné
Alexandre Edmond Lesné, né le 11 février 1871 à Bordeaux et mort le 24 février 1962 à Paris, est un pédiatre français. Ses travaux sont consacrés à l'hygiène de l'enfance, anti-infectieuse et nutritionnelle.

## Biographie
Edmond Lesné est le fils d'Achille Lésné, employé des douanes, et de Marie-Caroline-Berthe Rodier.
Il poursuit ses études classiques à Lorient et à Vannes, bachelier à Rennes. Il est interne en 1895 à la faculté de médecine de Paris. Attiré par la pathologie infantile. Il passe sa première année d'internat dans le service de chirurgie pour enfants de Georges Félizet. Il poursuit ses années d'internat chez Hirtz, Fournier, Hutinel, Legendre, Chauffard. Victor Hutinel le fixe dans sa vocation pédiatrique. Médaille d'or chez Fernand Widal, il prend le goût des recherches biologiques. 
Docteur en médecine en 1899, il est reçu médecin des hôpitaux, en 1904, chef de service d'abord de l'hôpital temporaire du bastion 29 en 1907, puis à l'hôpital Tenon en 1912.
Il se marie en 1902 avec Louise Richet (1880-1956), fille de Charles Richet et  ils ont une fille Elisabeth Lesné (1903-†2001).
Après la première guerre mondiale, il prend la direction d'un des services d'enfants de l'hôpital Trousseau en 1920. Dès son arrivée, il crée un service social, un des premiers réalisés en France, il y crée aussi un des premiers centres de vaccination antidiphtérique vers 1923. Il  contribue à faire disparaître la coqueluche des crèches de la région parisienne par la vaccination systématique vers 1926.
En 1937, Edmond Lesné assume la direction du service de pédiatrie de l'hôpital du Perpétuel-Secours. Il est nommé médecin-chef de service de protection des enfants du premier âge. Il est aussi conseiller technique près du ministère de la Santé, membre du conseil permanent d'hygiène sociale et de médecin consultant de pédiatrie de la région parisienne, il contribue très efficacement à l'application de l'ordonnance du 2 novembre 1945 sur la protection maternelle et infantile. En 1940, il est membre de la commission du rationnement alimentaire.
Dans ces dernières années, l'hygiène du lait est un des grands soucis de Lesné. Sa campagne en faveur d'un lait de vache de bonne qualité, d'un lait proprement recueilli, d'un lait pasteurisé le plus tôt possible après la traite, conservé à une température inférieure à 70°C sans interruption dans la chaîne du froid.

## Œuvres et publications

### En collaboration
- avec Léon René Binet, Physiologie normale et pathologique du nourrisson, Paris, Masson, 1921 (lire en ligne).

- avec Lucien de Gennes , Le rachitisme et la tétanie, Paris, Gauthier-Villars, 1932, 176 p.

- avec Robert Debré, Paul Rohmer, avec la collaboration de P. Woringer, T. Willemin-Clog, R. Broca, Pathologie infantile, 1943-1945.

## Distinctions et reconnaissance

### Décorations françaises
- Grand officier de la Légion d'honneur[1].
- Commandeur de l'ordre de la Santé publique
- Chevalier de l'ordre du Mérite agricole

### Décorations étrangères
- Commandeur du Nichan Iftikar (Tunisie)
- Chevalier de l'Étoile noire (Bénin)

### Prix
- Prix Montyon, 1922[5].

### Hommage
- Un pavillon de l'hôpital Trousseau, ouvert en 1965, porte son nom.
- Prix Edmond-Lesné par la fondation Nestlé.

## Sociétés savantes
- Membre de la section d’hygiène en 1929, puis président de l'Académie de médecine en 1950.
- Président de la Société de pathologie comparée.
- Président de la Société de thérapeutique.
- Président de la Société française de pédiatrie.
- Président de la Société Scientifique d’Hygiène Alimentaire.